# Bythitidae
Bythitidae (Naaldvissen) zijn een familie van straalvinnige vissen uit de orde van Naaldvisachtigen (Ophidiiformes).

## Geslachten
- Acarobythites Machida, 2000
- Beaglichthys Machida, 1993
- Bellottia Giglioli, 1883
- Bidenichthys Barnard, 1934
- Brosmodorsalis Paulin & C. D. Roberts, 1989
- Brosmolus Machida, 1993
- Brosmophyciops L. P. Schultz, 1960
- Brosmophycis T. N. Gill, 1861
- Brotulinella Schwarzhans, Møller & J. G. Nielsen, 2005
- Bythites J. C. H. Reinhardt, 1835
- Calamopteryx J. E. Böhlke & Cohen, 1966
- Cataetyx Günther, 1887
- Dactylosurculus Schwarzhans & Møller, 2007
- Dermatopsis J. D. Ogilby, 1896
- Dermatopsoides J. L. B. Smith, 1948
- Diancistrus J. D. Ogilby, 1899
- Didymothallus Schwarzhans & Møller, 2007
- Dinematichthys Bleeker, 1855
- Diplacanthopoma Günther, 1887
- Dipulus Waite, 1905
- Eusurculus Schwarzhans & Møller, 2007
- Fiordichthys Paulin, 1995
- Grammonoides
- Grammonus T. N. Gill, 1896
- Gunterichthys C. E. Dawson, 1966
- Hastatobythites Machida, 1997
- Hephthocara Alcock, 1892
- Lapitaichthys Schwarzhans & Møller, 2007
- Lucifuga Poey, 1858
- Majungaichthys Schwarzhans & Møller, 2007
- Mascarenichthys Schwarzhans & Møller, 2007
- Melodichthys J. G. Nielsen & Cohen, 1986
- Microbrotula Gosline, 1953
- Monothrix J. D. Ogilby, 1897
- Ogilbia D. S. Jordan & Evermann, 1898
- Ogilbichthys Møller, Schwarzhans & J. G. Nielsen, 2004
- Paradiancistrus Schwarzhans, Møller & J. G. Nielsen, 2005
- Pseudogilbia Møller, Schwarzhans & J. G. Nielsen, 2004
- Pseudonus Garman, 1899
- Saccogaster Alcock, 1889
- Stygnobrotula J. E. Böhlke, 1957
- Thalassobathia Cohen, 1963
- Thermichthys J. G. Nielsen & Cohen, 2005
- Tuamotuichthys Møller, Schwarzhans & J. G. Nielsen, 2004
- Ungusurculus Schwarzhans & Møller, 2007
- Zephyrichthys Schwarzhans & Møller, 2007